# Crème (kleur)
Crème is een kleur die zich tussen geel en wit situeert. De kleur heeft zijn naam te danken aan room, die geproduceerd is van de melk van runderen die grazen in een natuurlijk weiland met planten die rijk zijn aan gele, carotenoïde stoffen. Hierdoor krijgt de witte kleur een heel lichte gelige tint erdoorheen.
In de meeste vormen van kunst, vooral in anime, wordt deze kleur gebruikt als huidskleur.